# Говардс-Энд (мини-сериал)
«Го́вардс-Энд» (англ. Howards End) — британско-американский мини-сериал, режиссёром которого является Хетти Макдональд. Сериал основан на одноимённом романе Э. М. Форстера 1910 года и адаптирован для телеэкрана Кеннетом Лонерганом. Премьера мини-сериала в Великобритании состоялась на телеканале BBC One 12 ноября 2017 года, а в США показ прошёл на кабельном телеканале Starz в 2018 году.

## В ролях
| Актёр            | Роль             |
| ---------------- | ---------------- |
| Хейли Этвелл     | Маргарет Шлегель |
| Мэттью Макфэдьен | Генри Уилкокс    |
| Трейси Ульман    | тётя Джули       |
| Джулия Ормонд    | Рут Уилкокс      |
| Филиппа Култхард | Хелен Шлегель    |
| Джозеф Куинн     | Леонард Баст     |
| Розалинд Элизар  | Джеки Баст       |
| Алекс Лоутер     | Тибби Шлегель    |